# Al Jabin (huyện)
Huyện Al Jabin là một huyện thuộc tỉnh Raymah, Yemen. Đến thời điểm năm 2003, huyện này có dân số 71777 người